# Heli Air Monaco
Heli Air Monaco ist die nationale Fluggesellschaft des Fürstentums Monaco mit Basis auf dem Héliport de Monaco.

## Geschichte
Heli Air Monaco wurde 1976 mit Unterstützung durch Fürst Rainier III. gegründet. Im Jahr 2000 wurden von Heli Air rund 103.000 Passagiere mit acht Hubschraubern befördert und die Gesamtanzahl erreichte seit der Gründung die 1,5-Millionen-Marke.

## Flugziele
Heli Air Monaco übernimmt die Flüge vom Aéroport Nice Côte d’Azur zum Héliport de Monaco und zurück. Daneben werden Charter- und Rundflüge angeboten.

## Flotte

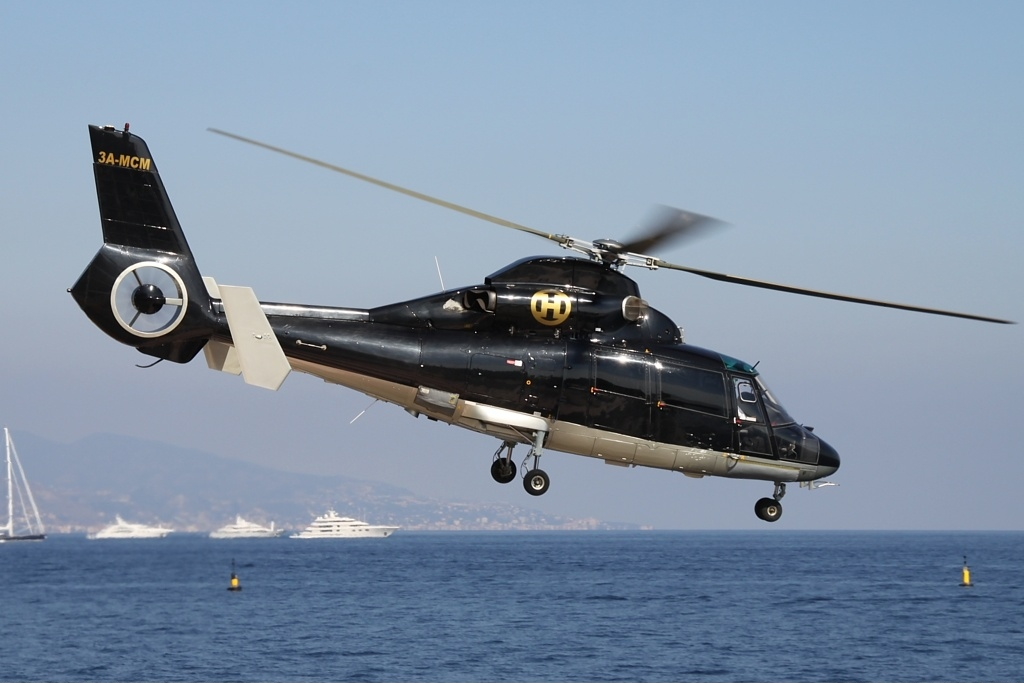
Eurocopter AS365 N der Heli Air Monaco

Mit Stand April 2017 besteht die Flotte der Heli Air Monaco aus 13 Hubschraubern:
| Flugzeugtyp            | Anzahl | bestellt | Anmerkungen |
| ---------------------- | ------ | -------- | ----------- |
| Bell 212               | 01     |          |             |
| Eurocopter AS350 B1–B4 | 06     |          |             |
| Eurocopter AS355 N     | 01     |          |             |
| Eurocopter AS365 C     | 01     |          |             |
| Eurocopter AS365 N     | 01     |          |             |
| Eurocopter EC130 B4    | 02     |          |             |
| Eurocopter EC155 B1    | 01     |          |             |
| Gesamt                 | 13     | –        |             |